# Henning Magnusson
Henning Magnusson, född 8 september 1904 i Villie socken, död 4 juni 1951 i Stockholm, var en svensk barnläkare.
Henning Magnusson var son till hemmansägaren Magnus Andersson. Efter studentexamen i Lund 1923 studerade Magnusson vid Karolinska Institutet och blev medicine kandidat 1926, medicine licentiat 1930 och medicine doktor 1935. Från 1936 var han docent i pediatrik vid Karolinska Institutet. Efter förordnanden vid kliniker och sjukhus i Stockholm, bland annat i fem år vid Allmänna barnbördshuset, samt vid barnkrubba och barnavårdscentraler blev han 1945 överläkare och styresman vid Sachska barnsjukhuset samt lärare i barnavård vid barnmorskeläroanstalten i Stockholm. Han utgav ett flertal pediatriska arbeten.